# Горе-Грязь
Горе-Грязь — село в Гаврилов-Ямском районе Ярославской области России. Входит в Великосельский сельский округ Великосельского сельского поселения.

## География
Расположено в 7 км к северу от села Великое, в 13 км к северо-северо-западу от Гаврилова-Яма и в 24 км к юго-юго-западу от центра Ярославля. Поблизости имеются небольшие лесные массивы, в 1,7 км к востоку протекает река Которосль. Имеется подъездная дорога от села Великое, продолжающаяся на север к Поповке.

## История
По местной легенде, название селу дала Екатерина II, разгневавшись на грязь в деревне. Прежде село называлось "Архангельское". Село принадлежало Карновичам.
Каменная церковь в селе построена в 1809 году на средства прихожан, престолов в ней было три: Архистратига Михаила, Грузинской Пресвятой Богородицы и Всех Святых.  В 1918 г. храм был закрыт.  С 1970-х годов в храме находился склад горючего и автозапчастей.
В 1892-м году при храме была открыта одноклассная церковно-приходская школа. На тот момент в ней обучалось 47 мальчиков. Заведующим школой был псаломщик М.Казанский.
В 1903-м году в селе были открыты ясли-приют на средства земства. Они работали каждый день с 1 июля по 19 августа каждого года с 6-00 до 21-00. 
В конце XIX — начале XX века село входило в состав Шопшинской волости Ярославского уезда Ярославской губернии.
С 1929 года село входило в состав Великосельского сельсовета Гаврилов-Ямском районе, с 1949 года — в составе Полянского сельсовета, с 1997 года — в составе Великосельского сельского округа, с 2005 года — в составе Великосельского сельского поселения.

## Население
| 1859 | 1914 | 2007 | 2010 |
| ---- | ---- | ---- | ---- |
| 169  | ↗308 | ↘72  | ↘55  |

## Достопримечательности
В селе расположена недействующая Церковь Михаила Архангела (1809).